# Colinus
Colinus är ett släkte fåglar i familjen tofsvaktlar inom ordningen hönsfåglar med fyra arter som förekommer från östra Nordamerika till norra Sydamerika.
- Virginiavaktel (C. virginianus)
- Svartstrupig vaktel (C. nigrogularis)
- Fläckbukig vaktel (C. leucopogon)
- Kronvaktel (C. cristatus)